# Ludovic Genest
Ludovic Genest (Thiers, Francia, 18 de septiembre de 1987) es un futbolista francés. Juega de delantero y su actual equipo es el SC Bastia del Championnat National 3 de Francia.

## Clubes
| Club               | País    | Año           |
| ------------------ | ------- | ------------- |
| AJ Auxerre         | Francia | 2005-2008     |
| SC Bastia (cedido) | Francia | 2008-2009     |
| Stade Laval        | Francia | 2009-2011     |
| SC Bastia          | Francia | 2011-2014     |
| FC Istres (cedido) | Francia | 2012-2013     |
| US Créteil         | Francia | 2014-2015     |
| Clermont Foot      | Francia | 2015-2017     |
| ASF Andrézieux     | Francia | 2017          |
| SC Bastia          | Francia | 2018-Presente |

## Palmarés

### Campeonatos nacionales
| Título          | Club      | País    | Año     |
| --------------- | --------- | ------- | ------- |
| Ligue 2         | SC Bastia | Francia | 2012    |
| Copa de Francia | AJ Auxere | Francia | 2004-05 |